# كيني بندي
كيني بندي (بالإنجليزية: Kenny Bundy)‏ (9 مارس 1981 بتلسا في الولايات المتحدة - ) هو لاعب كرة قدم أمريكي في مركز الوسط. لعب مع Wilmington Hammerheads FC ‏ وNorth Carolina Fusion U23 ‏ وDallas Sidekicks (1984–2004) ‏.

## وصلات خارجية
- كيني بندي على موقع قاعدة بيانات كرة القدم.إي يو (الإنجليزية)